# اوبرویرا
اوبرویرا (به آلمانی: Oberwiera) یک شهر در آلمان است که در Zwickau (district) واقع شده‌است. اوبرویرا ۱٬۲۱۱ نفر جمعیت دارد.

## خواهرخوانده
شهر بیسینگن خواهرخواندهٔ اوبرویرا هست.